# Edwin Modlin II
Edwin Modlin II ist ein US-amerikanischer Schauspieler.

## Leben
Modlin ist schottischer, irischer, isländischer und polnischer Abstammung. Ein Cousin von ihm ist der Schauspieler Michael C. Hall. Er erhielt einen Bachelor of Arts in Kommunikations-Journalismus von der University of North Carolina at Wilmington und seinen Master of Business Administration vom Militärcollege The Citadel. Er spricht Englisch und Spanisch und diente von 2005 bis 2010 in der United States Army. Er ist ein ehemaliger Klassenkamerad der Politikerin Tulsi Gabbard, mit der er auch in der Armee diente.
Bereits 1999 sammelte er als Episodendarsteller in der Fernsehserie Dawson’s Creek Erfahrungen als Fernsehschauspieler. Erst 2013 folgten als Episodendarsteller in der Serie Rizzoli & Isles sowie in vier Episoden der Fernsehserie We Are Men weitere Rollen als Fernsehschauspieler. Modlin war 2014 unter anderen in einer Reihe von Fernsehserien als Episodendarsteller zu sehen und übernahm eine Nebenrolle im Film Der große Trip – Wild. In der Folge war er in drei Episoden als Wyatt Earp in der Fernsehserie Gunslingers zu sehen. Eine weitere größere Serienrolle übernahm er von 2017 bis 2018 als Chris Kyle in der Fernsehdokuserie Navy SEALs: America's Secret Warriors. 2018 verkörperte er im Film Silencer die Rolle des Dawson. Im selben Jahr stellte er für das Computerspiel Call of Duty: Black Ops 4 die Rolle des Specialist Ajax dar, der von Stelio Savante synchronisiert wurde. 2019 folgte eine Nebenrolle in Le Mans 66 – Gegen jede Chance. 2022 stellte er im Actionfilm Top Gunner 2 – Danger Zone die Rolle des Special Agent Rico Dietz.

## Filmografie (Auswahl)
- 1999: Dawson’s Creek (Fernsehserie, Episode 3x03)
- 2013: Rizzoli & Isles (Fernsehserie, Episode 4x10)
- 2013: We Are Men (Fernsehserie, 4 Episoden)
- 2014: Reincarnated: Past Lives (Fernsehserie, Episode 1x03)
- 2014: Hangar 1: The UFO Files (Fernsehserie, Episode 1x08)
- 2014: The 5 Engagements (Kurzfilm)
- 2014: Der große Trip – Wild (Wild)
- 2014: The Newsroom (Fernsehserie, Episode 3x01)
- 2014: You're Kind of Weird But I Like It (Kurzfilm)
- 2015: How I Lost My Best Friends (Kurzfilm)
- 2015: Gunslingers (Fernsehserie, 3 Episoden)
- 2015: True Nightmares (Fernsehserie)
- 2016: Hill Hive (Kurzfilm)
- 2016: Homes of Horror (Fernsehserie, Episode 4x06)
- 2016: Betrayed (Fernsehserie, Episode 1x06)
- 2016: Westworld (Fernsehserie, Episode 1x01)
- 2016: Gym Gentlemen (Fernsehserie, 2 Episoden)
- 2017: Evil Things (Miniserie, Episode 1x08)
- 2017: The Sunni and the Floozy (Kurzfilm)
- 2017: Mysteries of the Unexplained (Fernsehserie, Episode 1x12)
- 2017: 1943 (Kurzfilm)
- 2017–2018: Navy SEALs: America's Secret Warriors (Fernsehdokuserie, 3 Episoden)
- 2018: Megan (Kurzfilm)
- 2018: Unsolved (Fernsehserie, Episode 1x02)
- 2018: SEAL Team (Fernsehserie, Episode 1x16)
- 2018: Silencer
- 2019: All We Have Left (Kurzfilm)
- 2019: Le Mans 66 – Gegen jede Chance (Ford v Ferrari)
- 2019: First Contact (Kurzfilm)
- 2020: Wild West Chronicles (Fernsehserie, Episode 1x12)
- 2021: For the Love of Journey (Fernsehserie, Episode 1x01)
- 2022: Top Gunner 2 – Danger Zone (Top Gunner: Danger Zone)
- 2022: Hashtag Blessed: The Movie